# Jiří Okáč
Jiří Okáč, né le 3 novembre 1963, à Brno, en Tchécoslovaquie, est un ancien joueur de basket-ball tchèque. Il évolue durant sa carrière au poste de pivot.

## Palmarès
- Finaliste du championnat d'Europe 1985
- Coupe de République tchèque 1997, 1998, 1999, 2000